# علجوم ناترجاك
علجوم ناترجاك أو علجوم القصب (الاسم العلمي: Epidalea calamita) هو علجوم موطنه الأصلي المناطق الرملية وأراضي البراح في أوروبا والمملكة المتحدة. يتراوح طول العلجوم البالغ بين 60 و70 ملم (2.4 و2.8 بوصة)، ويتميز عن العلاجم الشائعة بخط أصفر يمتد في منتصف الظهر وغدد نكفية جلدية [الإنجليزية]
 متوازية. أرجله قصيرة نسبيًا، مما يمنحه مشية مميزة، تتناقض مع حركة القفز التي تتميز بها العديد من أنواع العلاجم والضفادع الأخرى.
يتميز علجوم ناترجاك بصوت تزاوج عالٍ ومميز، يضخمه الكيس الصوتي الوحيد الموجود أسفل ذقن الذكر.